# Patinaj artistic la Jocurile Olimpice de iarnă din 2022
Probele sportive de patinaj artistic la Jocurile Olimpice de iarnă din 2022 s-au desfășurat în perioada 4-20 februarie 2022 la Beijing, China, la Capital Indoor Stadium.

### Sumar medalii

#### Clasament pe țări
| Loc   | Țară                       | Aur | Argint | Bronz | Total |
| ----- | -------------------------- | --- | ------ | ----- | ----- |
| 1     | COR                        | 1   | 3      | 2     | 6     |
| 2     | Statele Unite ale Americii | 2   | 0      | 1     | 3     |
| 3     | China                      | 1   | 0      | 0     | 1     |
| 3     | Franța                     | 1   | 0      | 0     | 1     |
| 5     | Japonia                    | 0   | 2      | 2     | 4     |
| Total | Total                      | 5   | 5      | 5     | 15    |

#### Probe sportive
| Probă sportivă              | Aur | Aur       | Argint | Argint | Bronz | Bronz  |
| Individual masculin detalii | Nathan Chen · Statele Unite ale Americii | 332,60    | Yuma Kagiyama · Japonia | 310,05 | Shoma Uno · Japonia                                                                                                | 293,00 |
| Individual feminin detalii  | Anna Shcherbakova COR | 255,95    | Alexandra Trusova COR | 251,73 | Kaori Sakamoto · Japonia                                                                                           | 233,13 |
| Perechi detalii             | Sui Wenjing · și Han Cong · China | 239,88    | Evgenia Tarasova și Vladimir Morozov COR | 239,25 | Anastasia Mishina și Aleksandr Galliamov COR                                                                       | 237,71 |
| Dans detalii                | Gabriella Papadakis · și Guillaume Cizeron · Franța | 226,98 RM | Victoria Sinitsina și Nikita Katsalapov COR                                                                                                 | 220,51 | Madison Hubbell · și Zachary Donahue · Statele Unite ale Americii                                                  | 218,02 |
| Trofeu echipe detalii       | Statele Unite ale Americii · Nathan Chen* · Vincent Zhou** · Karen Chen · Alexa Knierim · Brandon Frazier · Madison Hubbell* · Zachary Donohue* · Madison Chock** · Evan Bates** | 65        | Japonia · Shoma Uno* · Yuma Kagiyama** · Wakaba Higuchi* · Kaori Sakamoto** · Riku Miura · Ryuichi Kihara · Misato Komatsubara · Tim Koleto | 63     | COR Mark Kondratiuk Kamila Valieva (DS) Anastasia Mishina Aleksandr Galliamov Victoria Sinitsina Nikita Katsalapov | 54     |

* Patinatori care au concurat doar în probele de program scurt/dans.

** Patinatori care au concurat doar în probele de program liber/dans.